# سیارک ۹۷۶۱
سیارک ۹۷۶۱ (به انگلیسی: 9761 Krautter، نامگذاری:1991RR4) نه هزار و هفتصد و شصت و یکمین سیارک کشف شده‌است که در ۱۳ سپتامبر ۱۹۹۱ کشف شد.
قدر مطلق سیارک برابر ۱۹.۵ است.